# Roczniki Kulturoznawcze
Roczniki Kulturoznawcze (Annals of the Institute of Cultural Studies, Annales de Tlnstitut d’Etudes Culturelles) – czasopismo naukowe wydawane od 2010 r. przez Wydział Filozofii KUL oraz TN KUL, początkowo jako rocznik, od 2013 jako kwartalnik.
Inicjatorem pisma i jego pierwszym redaktorem naczelnym był ks. Piotr Moskal (2010–2012), kolejnym: Krzysztof Modras OP. Od 2016 roku jest nim Małgorzata Gruchoła.
Celem periodyku jest upowszechnianie osiągnięć badawczych oraz dokumentowanie działalności naukowo-dydaktycznej pracowników Instytutu Kulturoznawstwa oraz innych środowisk naukowych. Roczniki podejmują problematykę wszystkich dziedzin kultury, ze szczególnym uwzględnieniem sztuki i religii, mają wyraźną podbudowę filozoficzną oraz podejście multidyscyplinarne. Prezentują wyniki badań z obszarów teorii kultury, religii i sztuki oraz antropologii kulturowej. Publikowane artykuły, uwzględniając doświadczenia i osiągnięcia przeszłości, podejmują współczesne problemy. W czasopiśmie publikowane są także teksty z innych dyscyplin z dziedzin nauk humanistycznych i społecznych, o ile korelują z prezentowaną problematyką. Strukturę czasopisma tworzą działy: Artykuły, Recenzje oraz Materiały i sprawozdania z wydarzeń naukowych i kulturalnych, które mogą wzbogacić polską kulturę w wymiarze teoretycznym, praktycznym, indywidualnym i społecznym.
Poszczególne zeszyty podejmują zaproponowane przez komitet redakcyjny tematy (m.in.: Kultura a przemoc (2013, z. 2), Apokryfy w kulturze (2013, z. 3), Kultura i metoda (2013, z. 4; 2014 z. 1; 2015, z. 1), Kultura pogranicza Polski Wschodniej (2014, z. 2), „Teatr życiem płacony”: Norwid i współczesność (2014, z. 3), Kultura i mecenat (2015, z. 2), Kobieta w kulturze (2016, z. 2), Kultura narodowa (2016, z. 4)).
Czasopismo jest publikowane paralelnie w wersji papierowej i elektronicznej (w wolnym dostępie) oraz indeksowane w bazach: Index Copernicus Journals Master List, ERIH PLUS, EBSCO (Philosopher’s Index with Full Text database), PBN, POL-index, CEJSH.